# P.C. Air
A PC Air foi uma companhia aérea charter tailandesa com base no Aeroporto de Suvarnabhumi que operou de 2010 a 2012.

## História
A companhia aérea foi fundada por Khun Peter Chan ("PC") em 2010. Em janeiro de 2012, a única aeronave da PC Air foi apreendida no Aeroporto Internacional de Incheon, na Coréia do Sul, deixando seus passageiros sem transporte alternativo. A companhia aérea processou seu agente de vendas coreano, Skyjet, e a empresa de petróleo Jae Sin por 1,5 bilhão de baht em compensação pelos danos à sua reputação. Apesar das tentativas de encontrar um investidor, a companhia aérea encerrou as operações inteiramente no mesmo ano após o incidente.
A PC Air foi a primeira companhia aérea da Tailândia a contratar comissários de bordo transgêneros. Eles selecionaram apenas quatro entre centenas de candidatos com base em critérios rígidos e verificação de antecedentes.

## Frota
Em novembro de 2012, a frota da PC Air consistia nas seguintes aeronaves:
| Aeronaves       | Total | Notas |
| --------------- | ----- | ----- |
| Airbus A310-200 | 1     |       |